# Championnat de Hongrie de football 2018-2019
Navigation
OTP Bank Liga 2017-2018 OTP Bank Liga 2019-2020
La saison 2018-2019 du Championnat de Hongrie de football (en hongrois OTP Bank Liga) est la 120e édition du championnat de première division de Hongrie (NB I). Cette compétition regroupe douze équipes, qui s'affronteront lors de 33 journées. En fin de saison, les deux derniers du classement sont relégués et remplacés par les deux meilleurs clubs de deuxième division.
Le Ferencvárosi TC est sacré champion lors de la trentième journée, remportant ainsi le trentième titre de son histoire.

## Compétition

### Classement
Le barème utilisé pour établir le classement est le suivant : 
- Victoire : 3 points
- Nul : 1 point
- Défaite : 0 point

En cas d'égalité de points, les critères suivants sont appliqués :
- Nombre de matchs remportés ;
- Différence de buts générale ;
- Nombre de buts marqués  ;
- Points obtenus entre équipes à égalité ;
- Différence de buts particulière ;
- Nombre de buts marqués à l'extérieur entre équipes à égalité ;
- Classement du fair-play ;
- Tirage au sort.

| Rang | Équipe               | Pts | J  | G  | N  | P  | Bp | Bc | Diff |
| ---- | -------------------- | --- | -- | -- | -- | -- | -- | -- | ---- |
| 1    | Ferencvárosi TC      | 74  | 33 | 23 | 5  | 5  | 72 | 27 | +45  |
| 2    | MOL Vidi FC T C      | 61  | 33 | 18 | 7  | 8  | 53 | 37 | +16  |
| 3    | Debrecen VSC         | 51  | 33 | 14 | 9  | 10 | 44 | 39 | +5   |
| 4    | Budapest Honvéd      | 49  | 33 | 13 | 10 | 10 | 46 | 38 | +8   |
| 5    | Újpest FC            | 48  | 33 | 12 | 12 | 9  | 38 | 28 | +10  |
| 6    | Mezőkövesd-Zsóry SE  | 44  | 33 | 12 | 8  | 13 | 45 | 40 | +5   |
| 7    | Puskás Akadémia      | 40  | 33 | 11 | 7  | 15 | 36 | 45 | -9   |
| 8    | Paksi SE             | 39  | 33 | 9  | 12 | 12 | 33 | 46 | -13  |
| 9    | Kisvárda FC P        | 38  | 33 | 10 | 8  | 15 | 36 | 48 | -12  |
| 10   | Diósgyőri VTK        | 38  | 33 | 10 | 8  | 15 | 36 | 57 | -21  |
| 11   | MTK Budapest FC P    | 34  | 33 | 10 | 4  | 19 | 42 | 56 | -14  |
| 12   | Szombathelyi Haladás | 30  | 33 | 8  | 6  | 19 | 31 | 51 | -20  |

|  | Qualification pour la Ligue des champions de l'UEFA 2019-2020                        |
|  | Qualification pour la Ligue Europa 2019-2020                                         |
|  | Relégation en deuxième division                                                      |
|  | T : Tenant du titre C : Vainqueur de la Coupe de Hongrie 2018-2019 P : Promu de NBII |

## Bilan de la saison
| Championnat de Hongrie de football 2018-2019                        |                             |
| Champion                                                            | Ferencvárosi TC (30e titre) |
| Coupes et trophées                                                  |                             |
| Vainqueur de la Coupe de Hongrie 2018-2019                          | MOL Vidi FC                 |
| Qualifications continentales                                        |                             |
| Ligue des champions de l'UEFA 2019-2020                             | Ferencvárosi TC             |
| Ligue Europa 2019-2020                                              | MOL Vidi FC                 |
| Ligue Europa 2019-2020                                              | Debrecen VSC                |
| Ligue Europa 2019-2020                                              | Budapest Honvéd             |
| Promotions et relégations                                           |                             |
| Promus en Championnat de Hongrie de football                        | Zalaegerszeg TE FC          |
| Promus en Championnat de Hongrie de football                        | Kaposvári Rákóczi FC        |
| Relégués en Championnat de Hongrie de football de deuxième division | MTK Budapest FC             |
| Relégués en Championnat de Hongrie de football de deuxième division | Szombathelyi Haladás        |

### Statistiques
- Meilleure attaque : Ferencvárosi TC (72 buts)
- Meilleure défense : Ferencvárosi TC (27 buts)
- Plus large victoire à domicile :  Ferencvaros(7-0) Diosgyor 23 journée
- Plus large victoire à l'extérieur : puskas akademia (0-4) kisvarda Paks (0 -4) MOL Vidi
- Plus grand nombre de spectateurs dans une rencontre :
- Plus petit nombre de spectateurs dans une rencontre :

### Meilleurs buteurs
| Rang | Buteur           | Club            | Buts |
| ---- | ---------------- | --------------- | ---- |
| 1    | Davide Lanzafame | Ferencvaros TC  | 16   |
| -    | Filip Holender   | Budapest Honved | 16   |
| 3    | Josip Knezevic   | Puskas Akademia | 12   |
| -    | Roland Varga     | Ferencváros     | 12   |